# Russische Vrouwelijke Fascistische Beweging

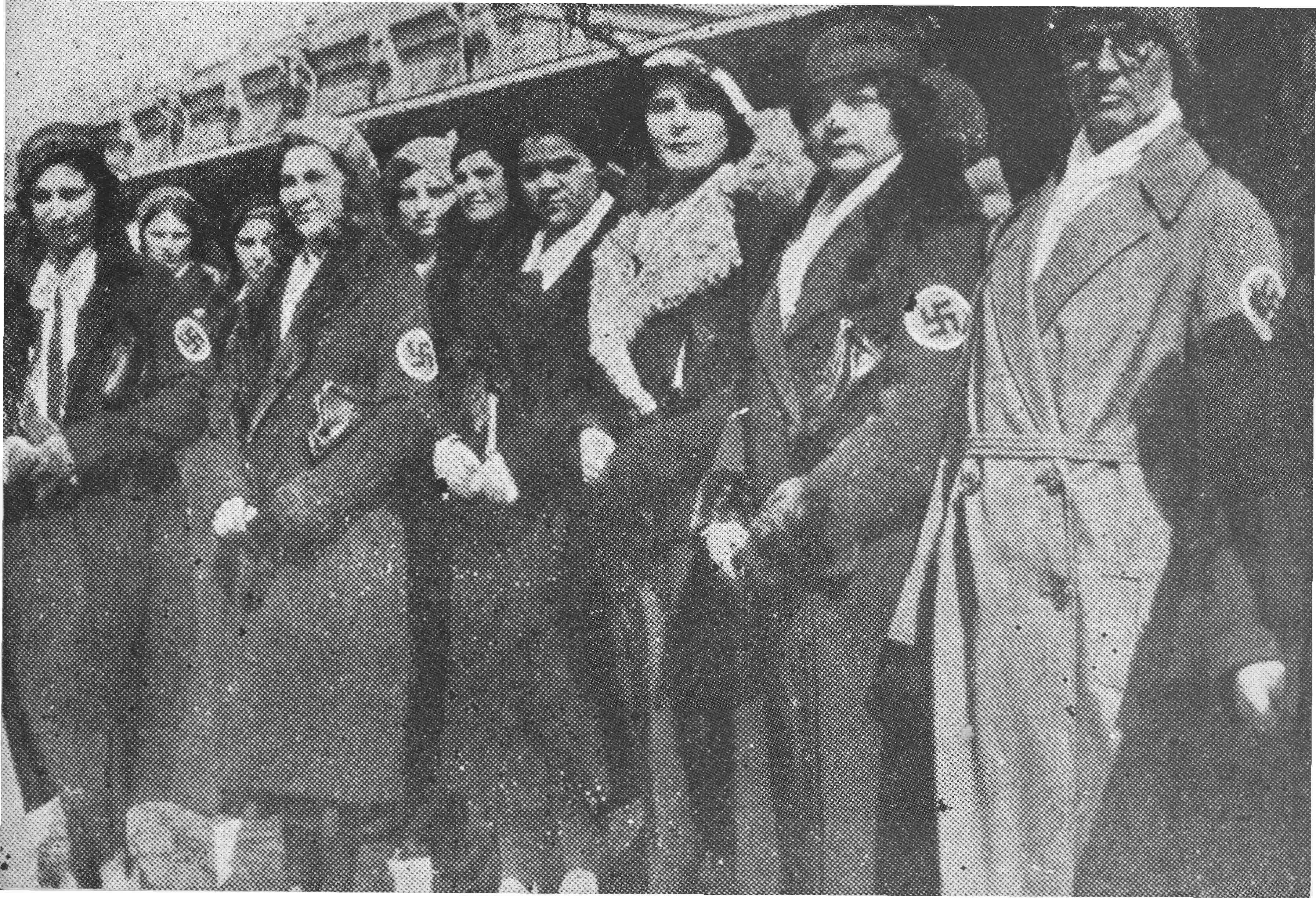
Leden van de RVFB ontmoeten Anastasy Vonsyatsky bij het treinstation van Harbin. 1934.

Russische Vrouwelijke Fascistische Beweging (Russisch: Российское Женское Фашистское Движение) was de vrouwenvleugel van de Russische Fascistische Partij (RFP), die bestond in Mantsjoerije in de jaren 30 en 40. De beweging werd opgericht in Harbin om christelijke vrouwen in Rusland te verenigen. Ideologisch hing de Russische Vrouwelijke Fascistische Beweging (RVFB) de leer van het Russische fascisme aan, waarbij ook de slogan van de Russische Fascisten, "God, Natie, Arbeid" werd overgenomen. Ze ondersteunden het Rusland van Nationale Arbeid, dit was een systeem waarbij vrouwen hun geboorterecht als draagster van schoonheid en bewaarster van het huishouden zouden verkrijgen.
De RVFB was een autonoom onderdeel van de RFP. Haar politieke standpunten werden bedacht door de leiding van de RVFB en goedgekeurd door de voorzitter van de RFP. Het Sturingscentrum van de RVFB werd benoemd op het partijcongres van de RFP. Het bestuur van de beweging lag bij de voorzitter van de RFP, deze oefende zijn bevoegdheden uit via het RVPB Management Centrum. Besluiten van de RVFB traden pas in werking na de expliciete goedkeuring van de RFP-voorzitter.
Het Sturingscentrum van de RVFB bestond uit een voorzitster, die voor de buitenwereld de leiding had over de beweging. Andere functies binnen het Sturingscentrum waren: een vicevoorzitster, een secretaris, een penningmeester en twee departementshoofden. De departementen waren het departement van propaganda en het departement van training.
Lokale afdelingen van de RVFB bestonden uit fascistische sympathisanten, kandidaten en actieve leden. Zij werden gezien als broeinesten voor de Fascistische Partij en bestonden uit twee tot vijf personen per lokaal gebied.
Het uniform van de RVFB bestond uit een witte blouse, zwarte rok, een zwarte strik en een hakenkruis op de linkermouw